# Kortsvansad blåvinge
Kortsvansad blåvinge, Cupido argiades, är en fjärilsart i familjen juvelvingar. Vingspannet varierar mellan 25 och 29 millimeter, på olika individer.

## Utseende
Hanen av kortsvansad blåvinge är på vingarnas ovansida violettblå med bruna ytterkanter medan honan är nästan helt brun på ovansidan. Undersidan är ganska lika hos båda könen, blågrå med två orange fläckar vid kanten på bakvingen. Namnet "kortsvansad" beror på ett kort utskott på bakvingarna. Larven är grön med en mörkare rand på ryggen och blir upp till 10 millimeter lång.

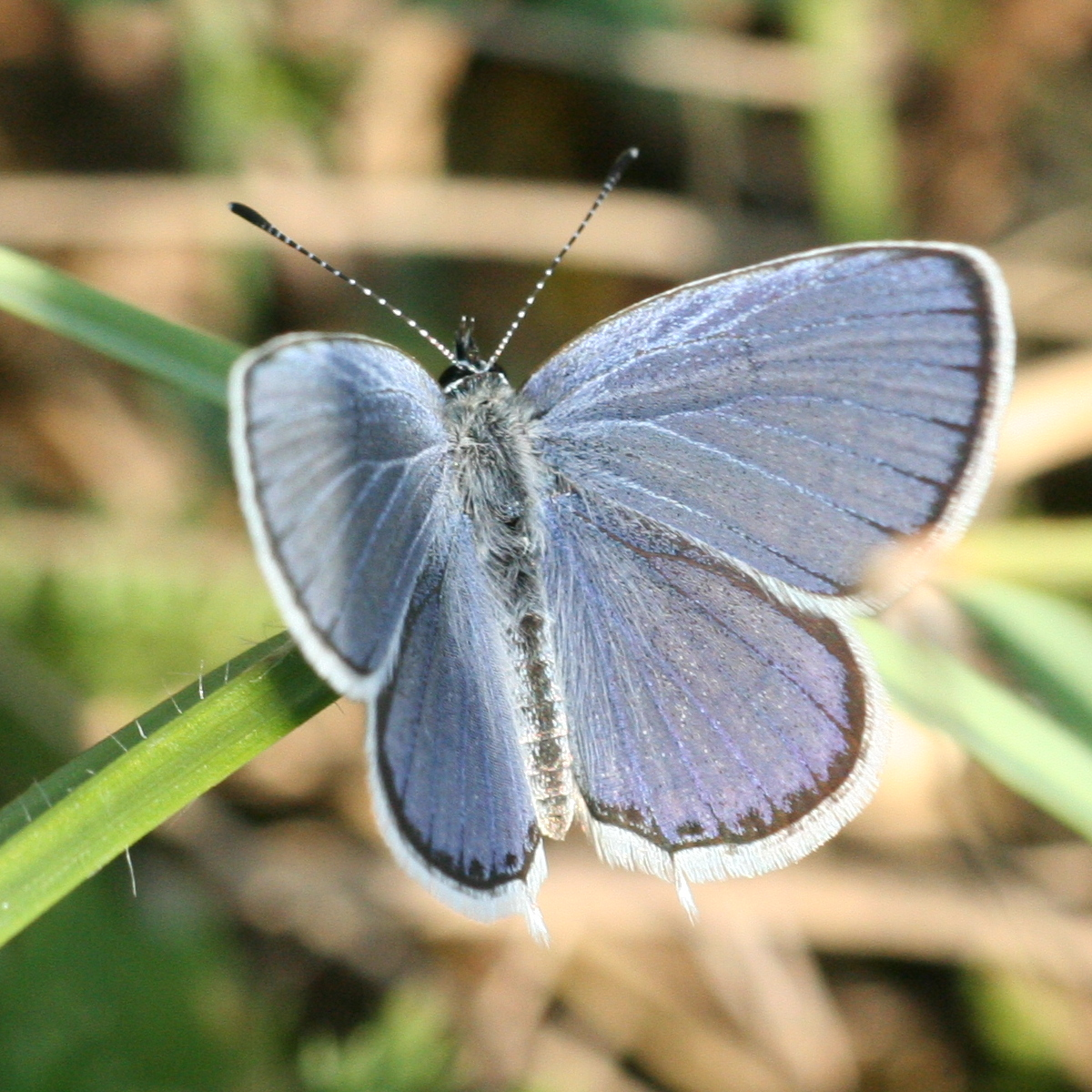
Kortsvansad blåvinge, hane
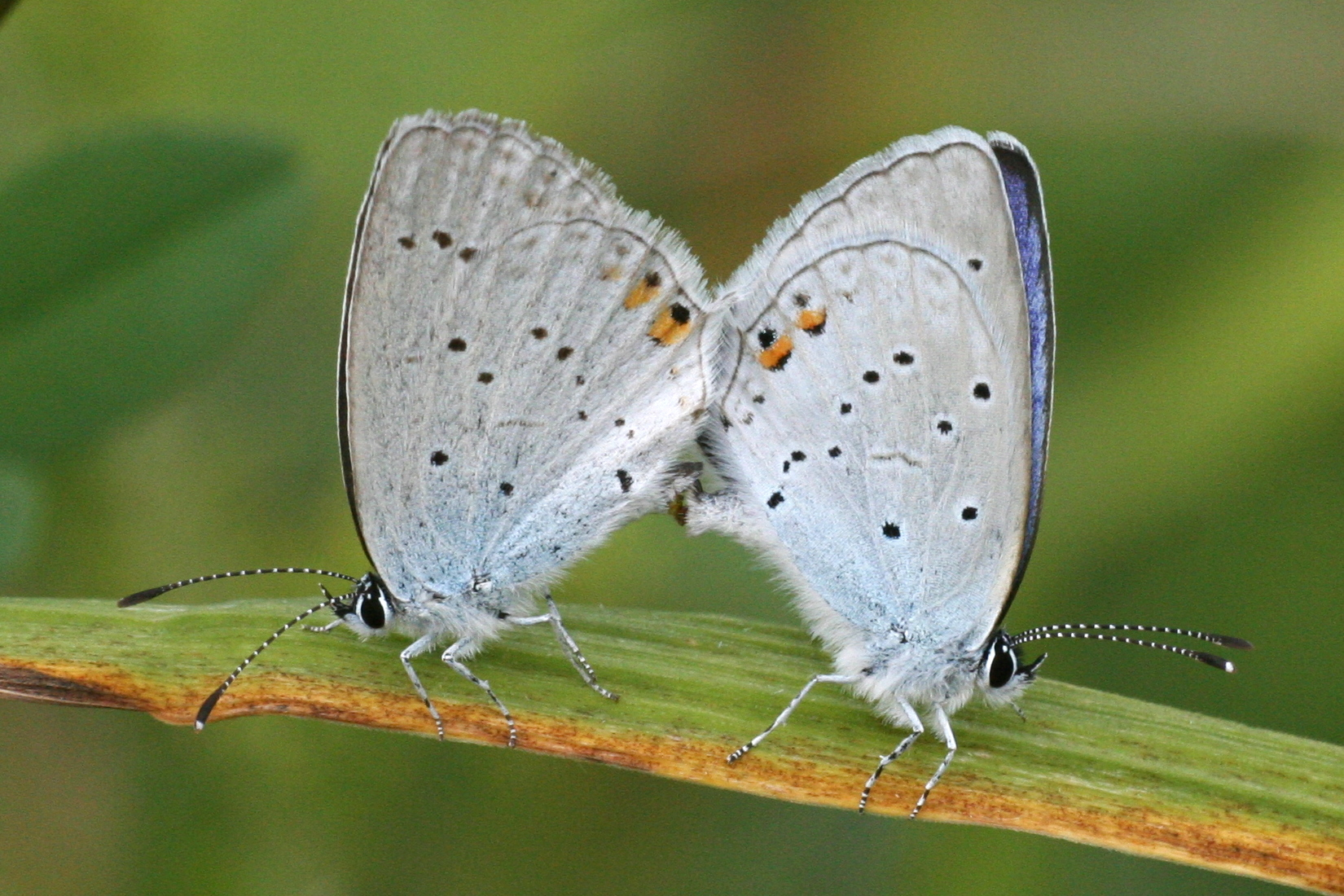
Kortsvansad blåvinge, hona och hane. På undersidan är de lika varandra.
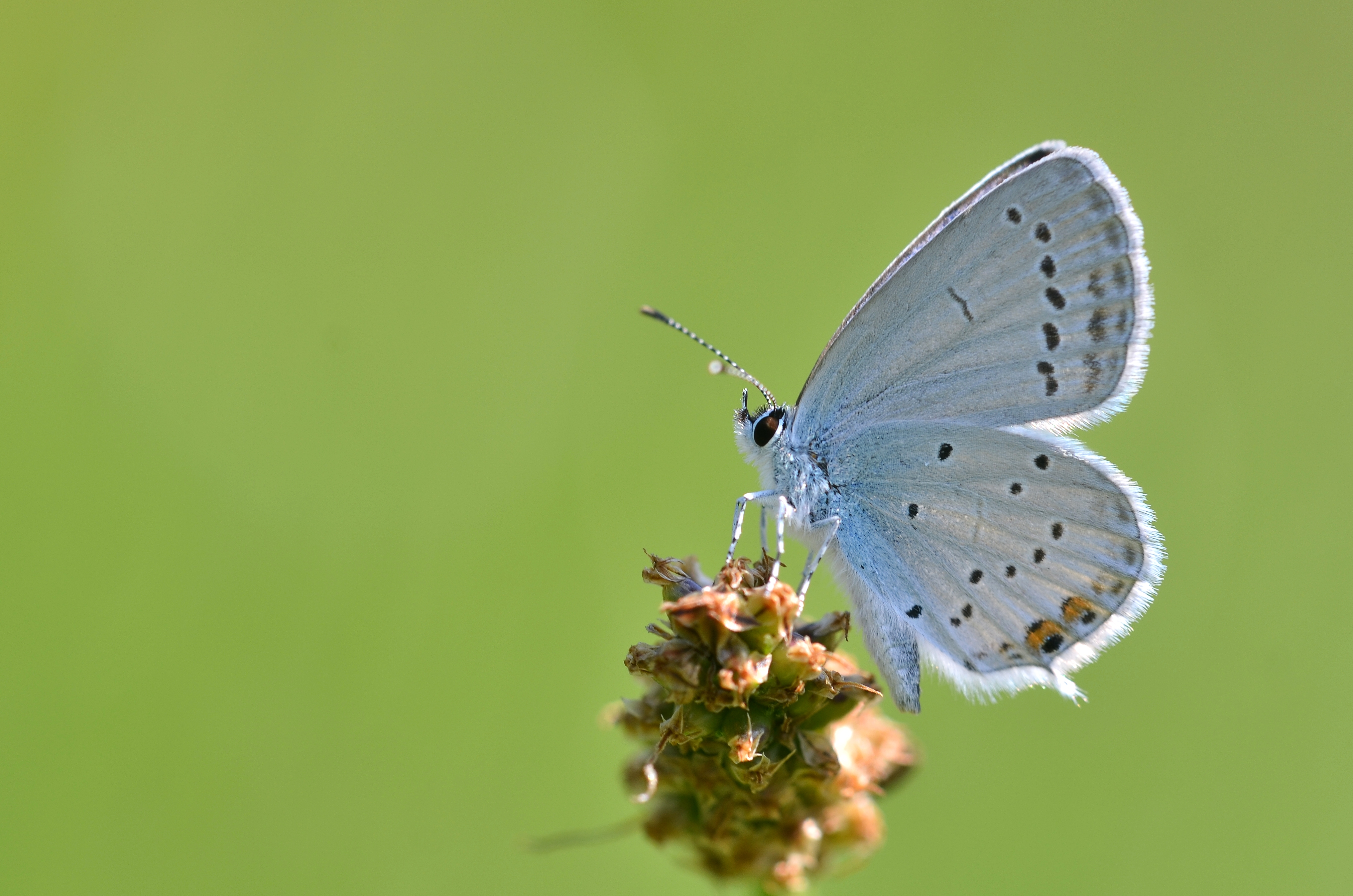
Kortsvansad blåvinge
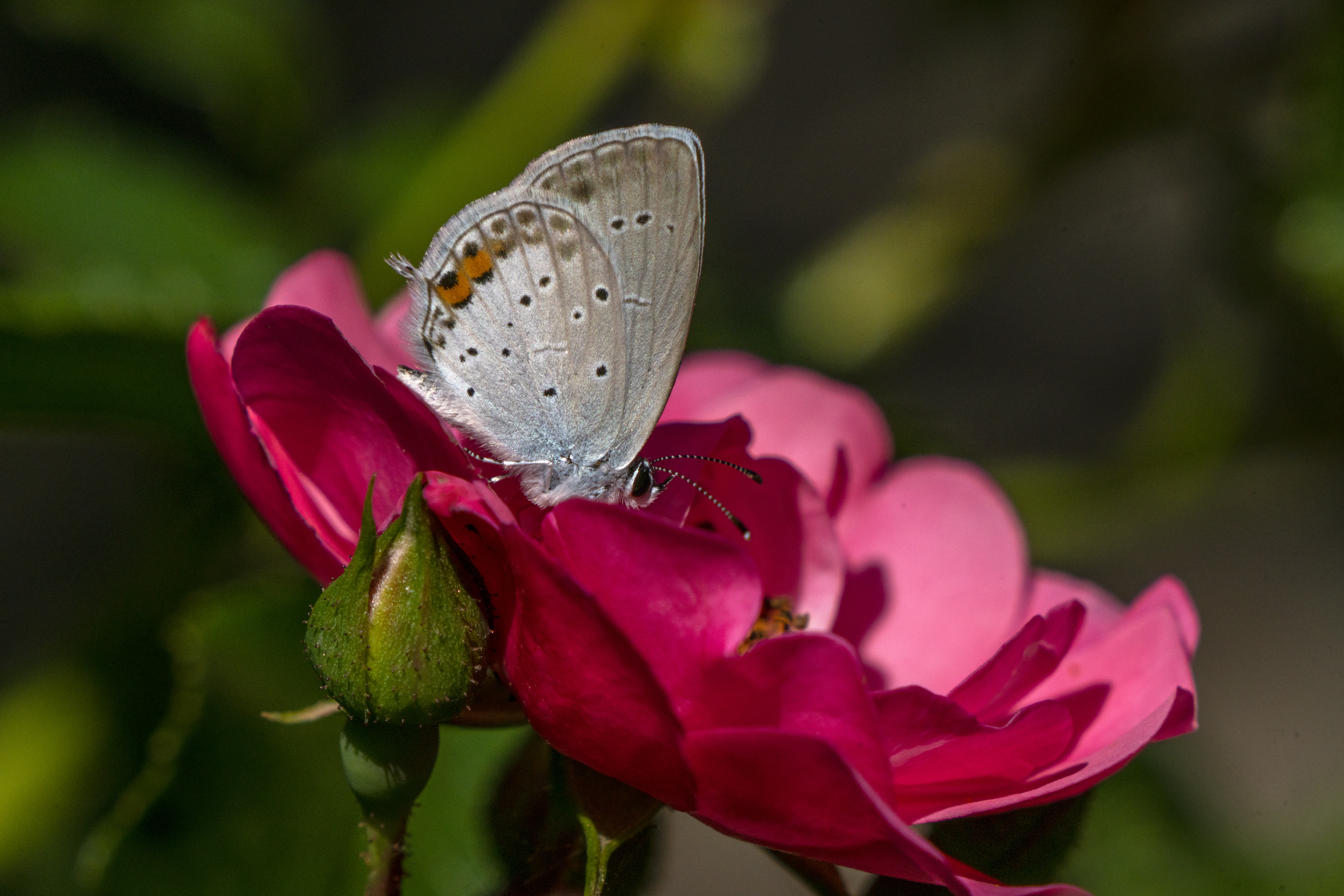
Kortsvansad blåvinge, Polen.

## Levnadssätt
Värdväxter, de växter larven äter av och lever på, är för kortsvansad blåvinge ärtväxter från käringtandssläktet, kronillsläktet, lusernsläktet, klöversläktet och sötväpplingsläktet.
Flygtiden, den period när fjärilen är fullvuxen, imago, infaller i maj-augusti i två generationer. Den kortsvansade blåvingens habitat, miljön den lever i, är främst ängar och blomrika gräsmarker.

## Utbredning
Utbredningen för denna fjäril är södra och centrala Europa, centrala Asien och Japan. Under varma somrar kan den sprida sig norrut och den har tillfälligt påträffats i Sverige. I Finland är den betydligt vanligare, främst i söder. Inga fynd finns från Danmark eller Norge.